# Mathewsoconcha belli
Mathewsoconcha belli је пуж из реда Stylommatophora и фамилије Helicarionidae. Врста је присутна на острву Норфолк.

## Угроженост
Ова врста се сматра угроженом.

## Станиште
Врста Mathewsoconcha belli има станиште на копну.